# Théorème de Motzkin
En géométrie euclidienne, le théorème de Motzkin offre une caractérisation de la convexité d'une partie fermée non vide d'un espace euclidien par l'existence d'une projection unique.

## Énoncé
Théorème de Motzkin — Soient E un espace euclidien et C une partie de E.
Si, pour tout point M de E, il existe un unique point M' de C tel que MM' = d(M, C), alors la partie C est un convexe de E.
Une partie C vérifiant l'hypothèse du théorème est appelée un ensemble de Tchebychev ; il est immédiat qu'un tel C est non vide et fermé.